# Condado de Tomaszów (voivodia de Lublin)
Condado de Tomaszów (polonês: powiat tomaszowski) é um powiat (condado) da Polônia, na voivodia de Lublin. A sede do condado é a cidade de Tomaszów Lubelski. Estende-se por uma área de 1487,1 km², com 89 172 habitantes, segundo o censo de 2005, com uma densidade de 59,96 hab/km².

## Divisões admistrativas
O condado possui:
Comunas urbanas: Tomaszów Lubelski
Comunas urbana-rurais: Tyszowce
Comunas rurais: Bełżec, Jarczów, Krynice, Telatyn, Tomaszów Lubelski, Ulhówek, Lubycza Królewska, Łaszczów, Rachanie, Susiec e Tarnawatka
Cidades: Tomaszów Lubelski e Tyszowce

## Demografia
População (dados de 30 de Junho de 2005):
|          | Total   | Total | Mulheres | Mulheres | Homens  | Homens |
| -------- | ------- | ----- | -------- | -------- | ------- | ------ |
|          | pessoas | %     | pessoas  | %        | pessoas | %      |
| Total    | 89 172  | 100   | 45 148   | 50,6     | 44 024  | 49,4   |
| Cidades  | 22 563  | 100   | 11 779   | 52,2     | 10 784  | 47,8   |
| Povoados | 66 609  | 100   | 33 369   | 50,1     | 33 240  | 49,9   |